# Basílica menor de Nuestra Señora de las Misericordias (Santa Rosa de Osos)
La Basílica Menor de Nuestra Señora de las Misericordias es un templo colombiano de culto católico dedicado a la Virgen María bajo la advocación de las Misericordias, está localizada en el municipio de Santa Rosa de Osos (Antioquia), y pertenece a la jurisdicción eclesiástica de la Diócesis de Santa Rosa de Osos. 
Es uno de los templos más importantes a nivel diocesano, su principal santuario mariano y la edificación más alta del municipio.
Junto con el templete adyacente y la cripta, forman un complejo monumental de gran valor histórico y cultural.

## Historia
A raíz del primer Congreso Mariano que tuvo lugar en Colombia el 17 de julio de 1919, con motivo de la coronación de la Virgen de Chiquinquirá como Reina de Colombia, la naciente Diócesis de Santa Rosa de Osos quiso perpetuar, bajo la orientación de su primer Obispo Maximiliano Crespo Rivera, el recuerdo de las celebraciones con un monumento a la Virgen María en un lugar público de la población.
El padre Gabriel Velásquez promovió la idea y encargó la elaboración de la estatua al escultor antioqueño el donmatiense Álvaro Carvajal. Se colocó la imagen sobre un modesto pedestal en la plazoleta conocida en ese momento como de San Ignacio, frente a la antigua casa de ejercicios y en donde funcionaba por esa época el Seminario Conciliar. Desde entonces la imagen empezó a despertar la simpatía y el afecto de todos los transeúntes que quedaban impresionados de la bondad que refleja su rostro y de la fuerza acogedora que proviene de sus brazos maternales. 
En el año de 1931, al ver las inquietudes de sus feligreses, el Obispo Miguel Ángel Builes, estableció el culto público y determinó que la fiesta de la Virgen se celebraría el 8 de septiembre de cada año, día de la Natividad de la “Madre de Dios”. Con tal motivo se celebró un concurso para darle un nombre o título a la estatua y fue así como los fieles votaron por el de “Madre de las Misericordias”, bajo esta nueva advocación el culto a la Virgen María, fue mucho mayor y fue necesario construirle un templete digno. Fue así como el párroco pbro. Andrés Elías Mejía en 1933 dio inicio a dicha obra, la cual fue inaugurada el 8 de septiembre de 1934 en estilo gótico, con un costo de 4.913,73$. 
En los días posteriores a la festividad de 1934 el obispo Builes en presencia del Seminario Mayor, hizo a la santísima virgen el voto, de construir un majestuoso santuario, a la vez que encomendaba a la “Santa Madre” las necesidades de la diócesis.

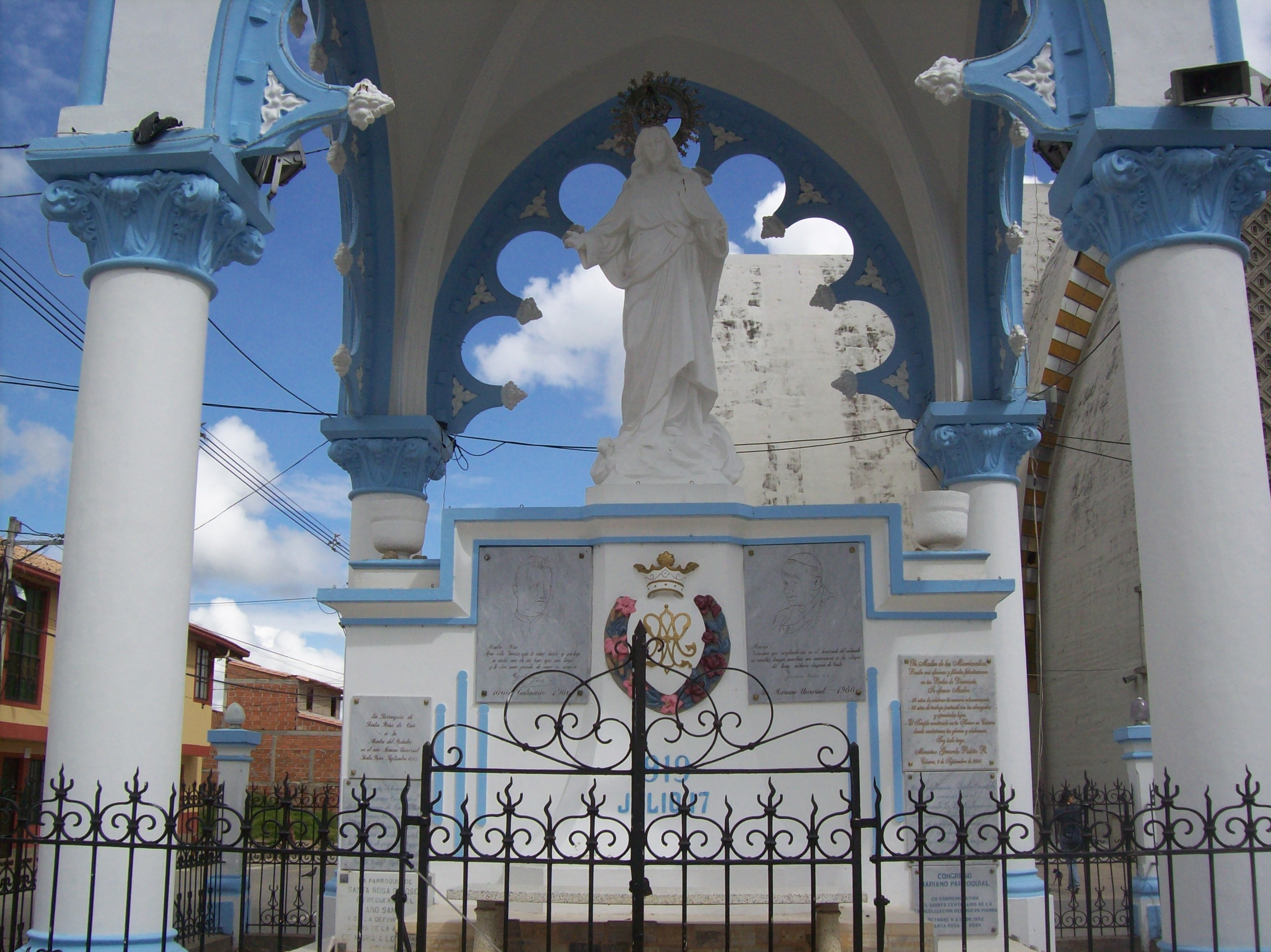
Virgen de las Misericordias original, patrona de Santa Rosa de Osos

El 8 de septiembre de 1950, con la bendición de la primera piedra por parte del Obispo, se inicia la construcción del templo en honor de la Santísima Madre; para lo cual tocó estudiar la topografía del terreno que se eligió para construir el templo, pues dos hondonadas lo rodean; selección de proyectos, decisión sobre el estilo y estudios sobre la consecución de materiales, que casi se han agotado en la cercanía y como subsanar las dificultades económicas; pero gracias a la ayuda de los fieles de toda la diócesis, hizo posible el comienzo de la obra.
Las festividades de Nuestra Señora del 8 de septiembre atraen cada año a más feligreses de las distintas parroquias, el fervor y el entusiasmo de fieles aumenta, las limosnas y el concurso de todos los peregrinos y visitantes hacen posible que el 8 de septiembre de 1954 se inaugure la cripta con un área cubierta de 1.849 metros cuadrados y con capacidad para 7.000 personas.
El 8 de septiembre de 1962, el Obispo Builes da al culto público el templo, aunque la obra estaba sin terminar (obra negra). En su interior está, tallada en blanco mármol italiano una imagen de Nuestra Señora de las Misericordias, copia de la colocada en el templete que fue donada por el bogotano Guillermo París Zamudio como gratitud de los beneficios recibidos de la Virgen María.
En 1968 y bajo la dirección de monseñor Félix María Torres Parra, quien ocupaba la sede episcopal en calidad de Administrador Apostólico, realizó la remodelación de los zócalos con madera especial y el baldosado del templo. En ese mismo año el Papa Pablo VI, le concedió al templo por medio de un breve el título de "Basílica Menor". Para 1971, la obra alcanzó su terminación y le tocó al Obispo Joaquín García Ordóñez la consagración del Templo de Nuestra Señora de las Misericordias.
En 1996, la Basílica fue erigida como parroquia por decreto del Obispo Jairo Jaramillo Monsalve.

## Características arquitectónicas

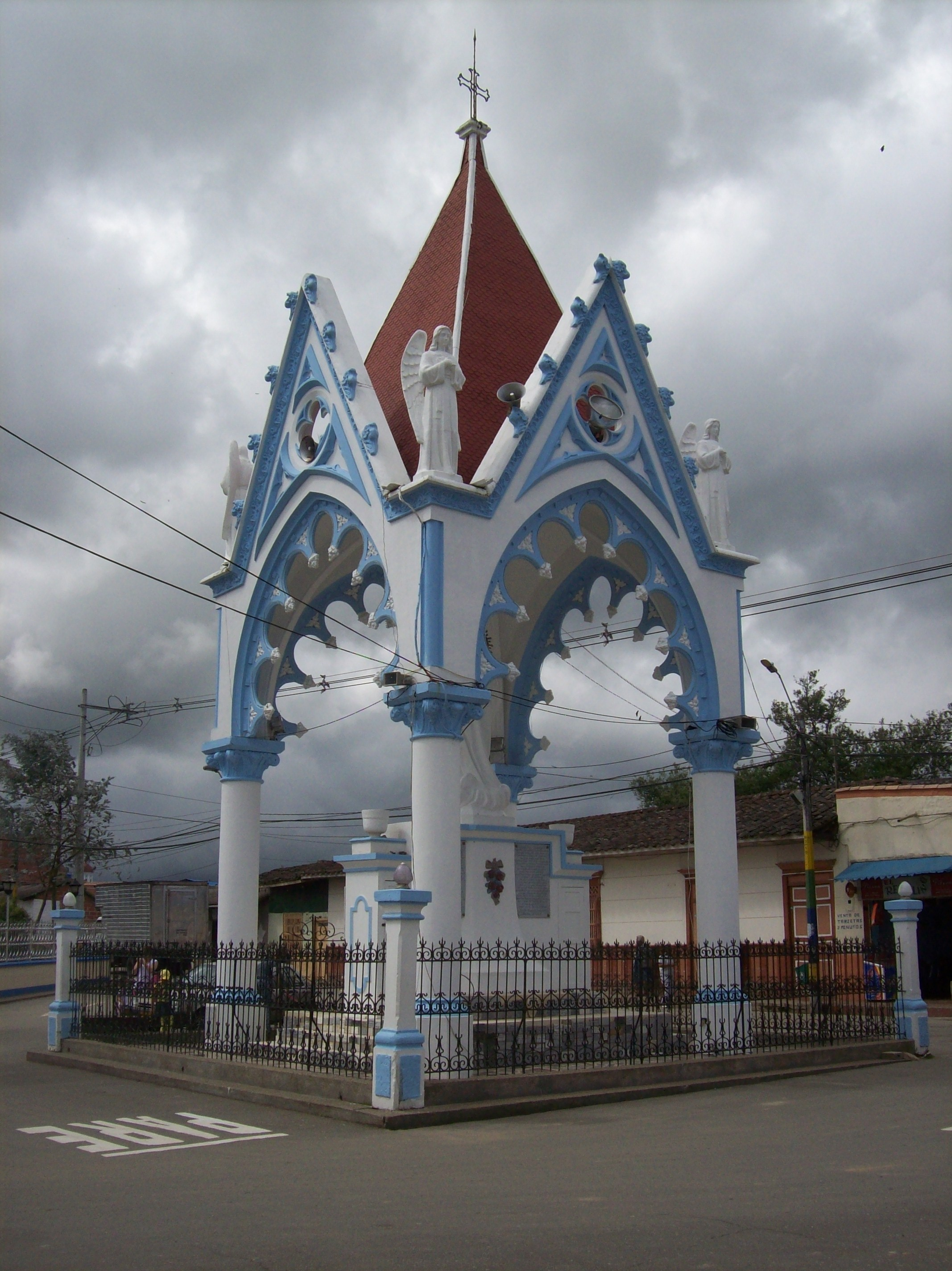
Templete netamente neogótico -es la única edificación santarrosana con este tipo de arquitectura-

La basílica es un claro ejemplo de la arquitectura moderna de mediados del siglo XX, su estructura completa es en vaciado de hormigón en formaletas de hierro; el complejo arquitectónico que forma con el templete de la Virgen, se inspira en la arquitectura gótica; siendo el templete un claro ejemplo del neogótico, con una Bóveda de crucería cuatripartita, un Chapitel rematado en una cruz metálica, arcos lobulados en caireles, espadañas con cuadrilóbulos, ángeles en actitud orante y columnas con capiteles netamente góticos. 

### Exterior
La basílica posee 4 fachadas exactamente iguales, su estilo es moderno inspirado en el gótico, pues consta de arcos ojivales que le dan la forma al templo, que alcanzan una altura interior de 26 metros y en el crucero tiene una aguja de 74 metros de altura, desde el suelo hasta la punta. Convirtiéndose en la edificación más alta de Santa Rosa de Osos en toda su historia, consolidándose así mismo como símbolo del municipio. 
Por obra de Miguel Ángel Builes, el templo es a su vez una monumental rosa de los vientos, ya que cada travesaño que separa los grupos arcos ojivales apunta exactamente a  un punto cardinal específico; siendo el travesaño a la izquierda de la entrada principal el que señala en dirección Norte; esto explicaría por qué la fachada central de la Basílica está perceptiblemente desviada del plano de la calle y el  templete de la Virgen.
Históricamente su exterior ha estado pintado de tonos grisáceos y su aguja al natural; posee un campanario con dos campanas en el travesaño derecho; sin embargo éste no se usa, ya que las campanas están posiblemente ubicadas en un plano no adecuado para dar un sonido relevante, dada la estructura del templo; por lo que desde antaño se ha utilizado un carillón electrónico para anunciar las eucaristías.
El atrio de la basílica, rodea completamente al templo, y su acceso derecho es restringido al público. Está separado del exterior por una pequeña balaustrada.
La aguja es rematada por una gran cruz que soporta el pararrayos principal.

### Interior
El edificio es de planta de cruz griega, cuenta con un área de 800 metros cuadrados, capacidad para 3.400 personas.
En el primer arco, inmediatamente luego de la puerta principal, se encuentra el sotacoro, donde se ubican las escaleras de acceso al coro y la cripta, también la mampara y los confesionarios; en el travesaño de la derecha está la estatua de San José. Arriba se encuentra el coro, que posee algunas bancas, se encuentra además en la fachada interna, las llaves de San Pedro, como símbolo del estatus de la basílica, y las banderas mariana y pontificia.
Hacia el segundo arco de la derecha, se ubica una puerta de acceso restringido que da hacia el atrio privado de la parroquia, y otro acceso a la cripta; allí se ubica un grupo de bancas y la estatua del Padre Marianito; en el travesaño del frente a la derecha, se encuentra la imagen de la Virgen de las Misericordias, de mármol de Carrara; en un nicho de arco ojival. Esta estatua fue regalada a la Basílica por el señor Guillermo París Zamudio en los años sesenta, gracias a un milagro de curación de esterilidad ocurrido en su familia.
En el tercer cuadrante, el que da directamente al frente, se ubica el presbiterio que contiene el altar y el sagrario; ambos obras de arte de gran valor histórico, siendo el sagrario una maqueta a escala del exterior de la Basílica. En este espacio está una enorme imagen de Jesús Crucificado de madera, dentro de otro nicho ojival, en donde se ubica la entrada a la sacristía; en el travesaño al frente a la izquierda, está el ambón donde se proclama el evangelio y las lecturas de la Biblia, acompañado de una estatua del Señor de los Milagros de San Pedro.
Dentro del cuarto cuadrante, hacia la izquierda, se encuentran otro grupo de bancas, el baptisterio, una estatua grande del Sagrado Corazón de Jesús, patrono de Colombia, y una puerta que da acceso al atrio del lado de la avenida Crespo. En el travesaño de la izquierda, que da hacia el primer cuadrante, se ubica la estatua de la Santísima Trinidad.
Dentro de la Basílica además se encuentran otras obras artísticas, cómo los cuadros que representan las 14 estaciones,  pintadas por  el maestro Salvador Arango y  donadas  por la  comunidad, en la  administración del Padre José  Pompilio Gutiérrez R; las placas de los apóstoles; 4 lámparas de cristal en cada uno de los arcos, y un enorme grupo de micro ventanas que da hacia las fachadas, generando una amplia luminosidad que es complementada con enormes vidrieras que van entre los travesaños y los arcos.

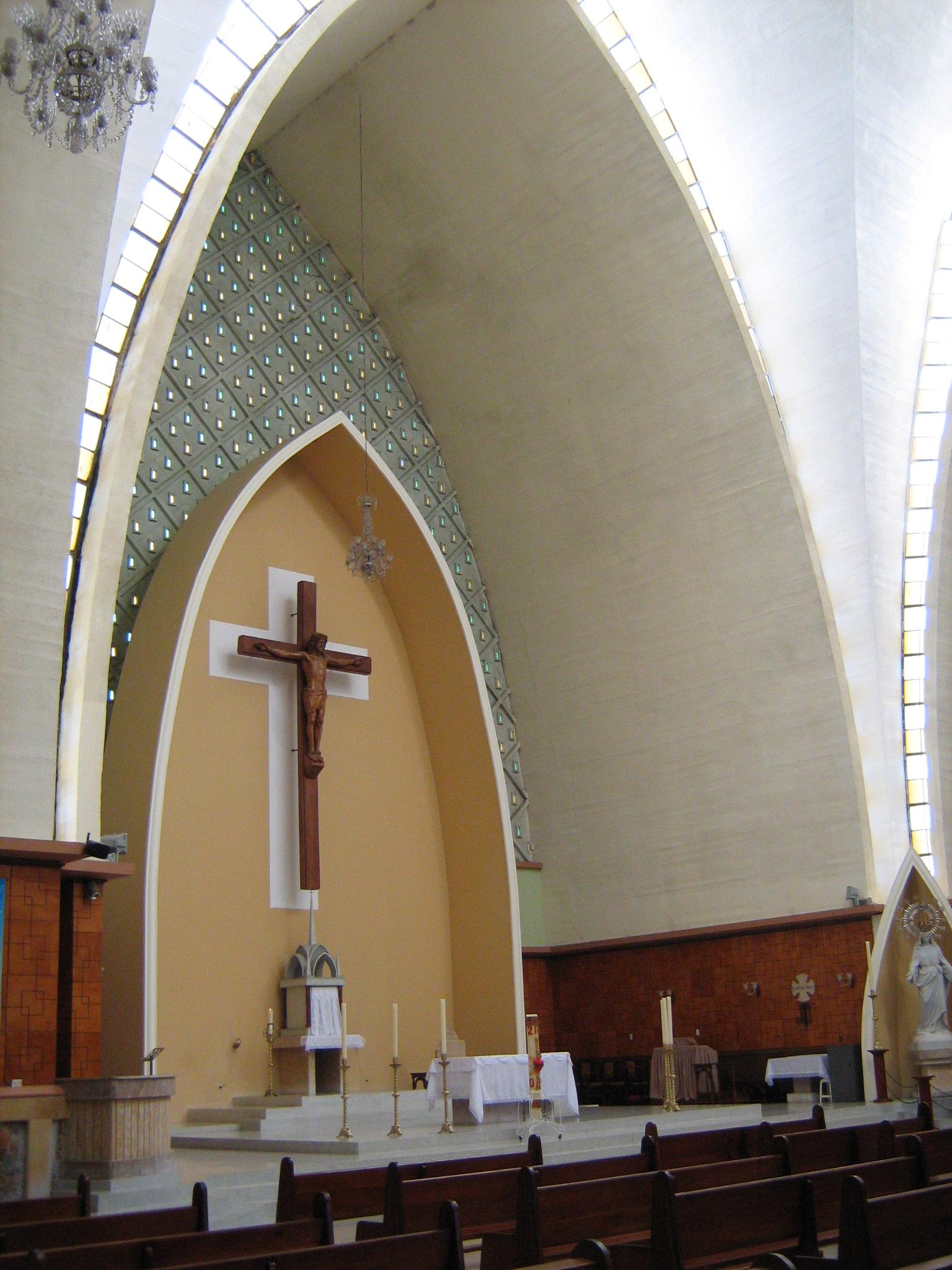
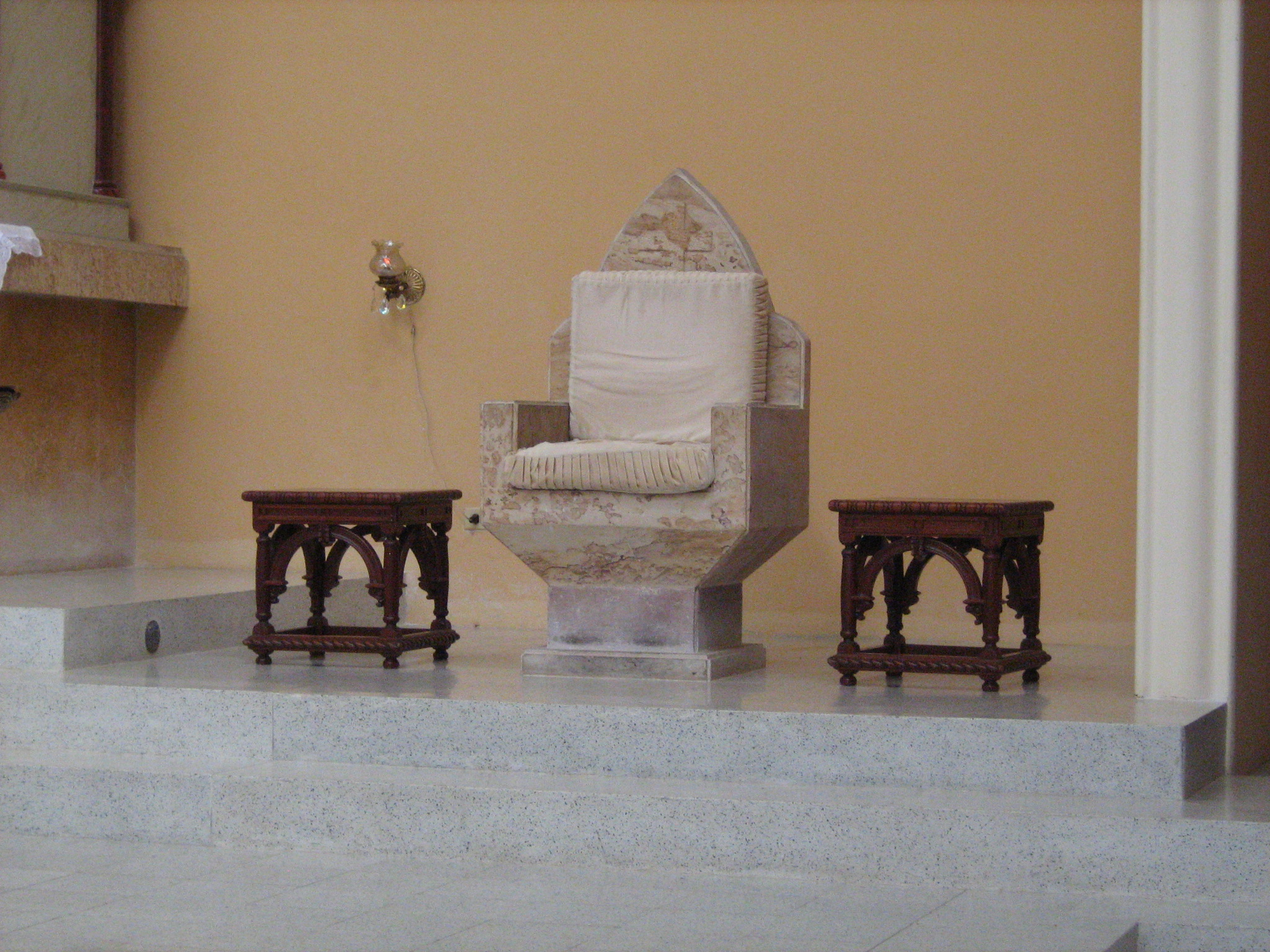
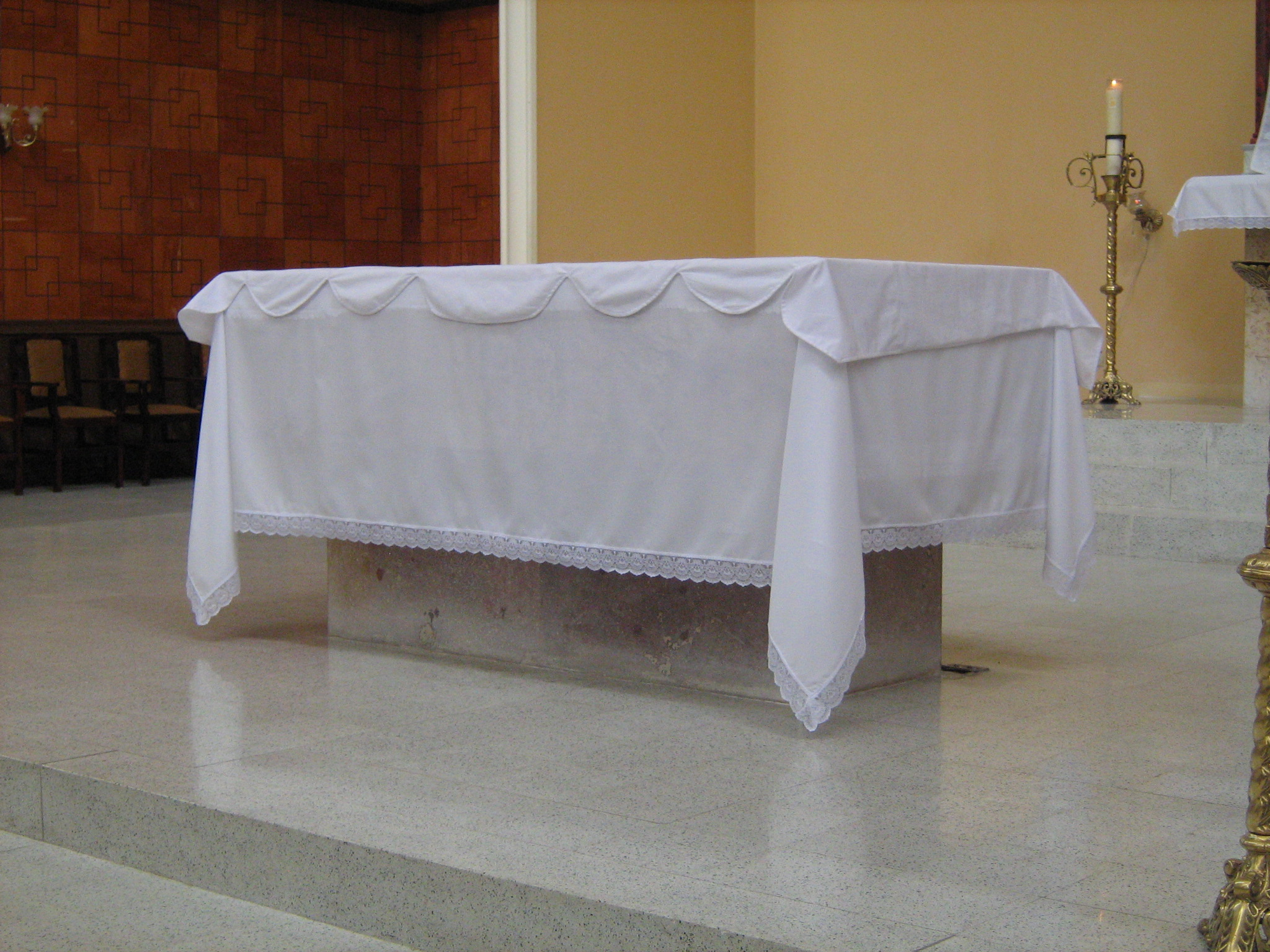
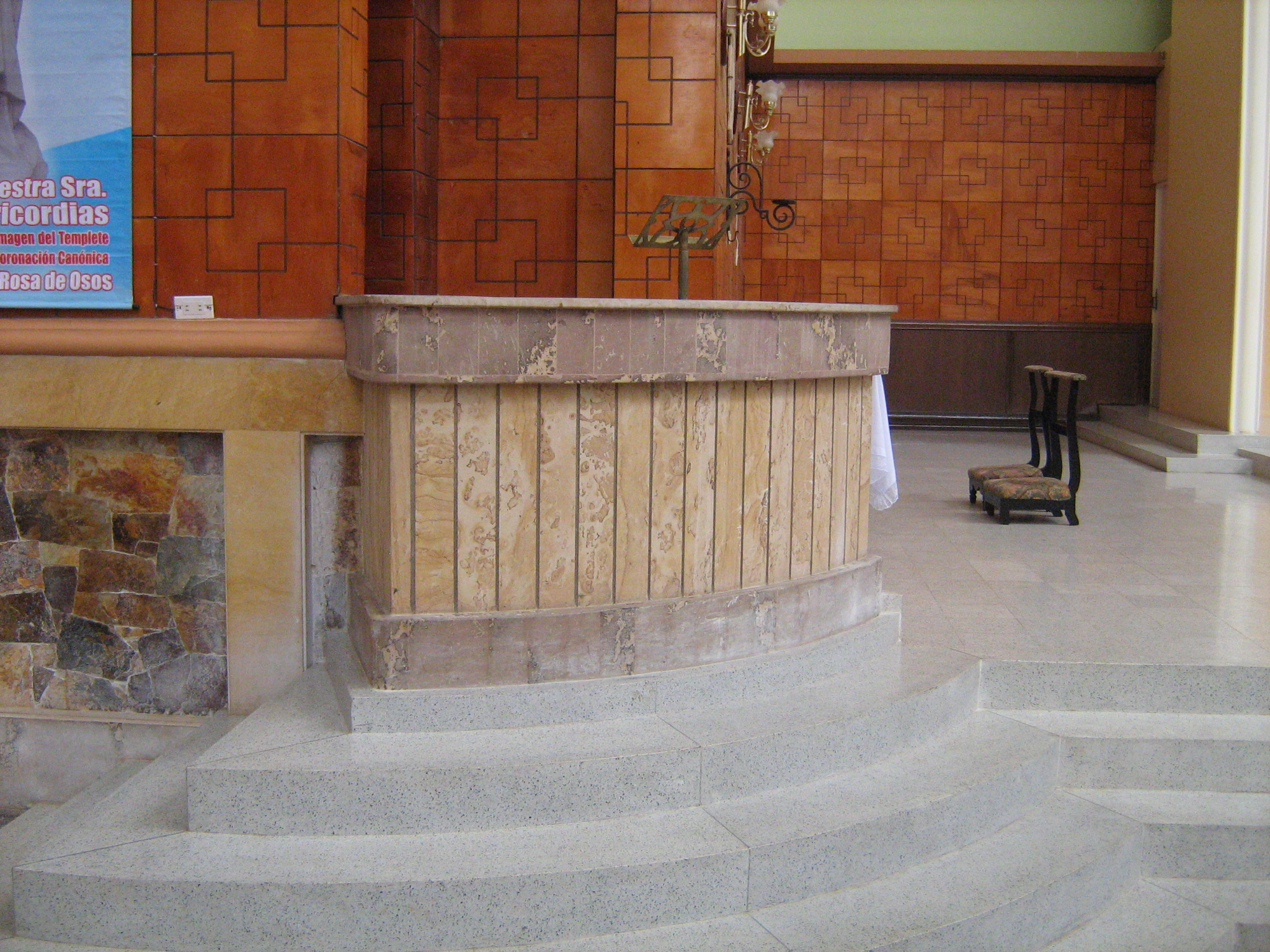
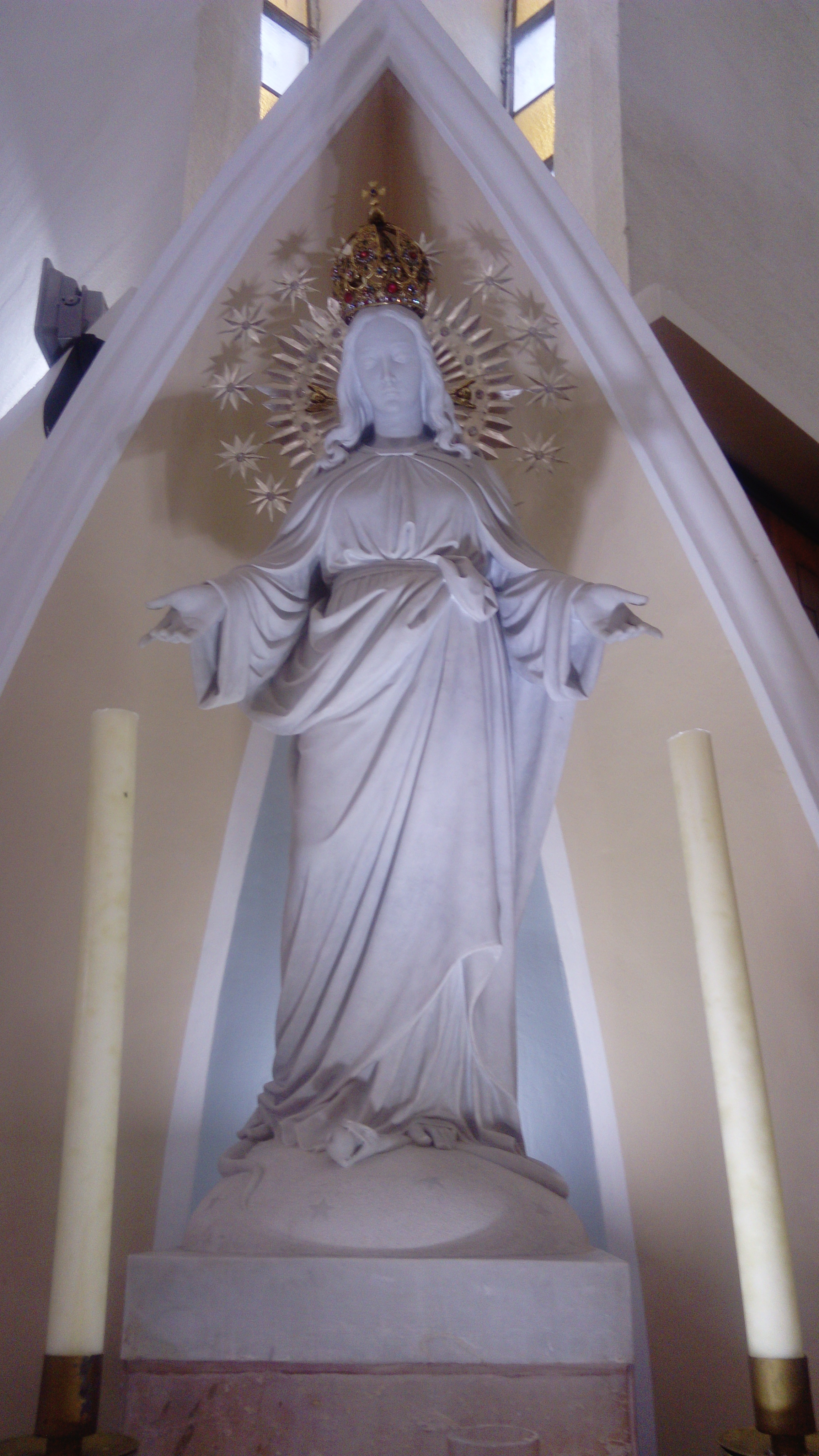

##### Cripta
La Cripta de la Basílica, es una capilla auxiliar y soterrada donde se ubican las tumbas de algunos sacerdotes diocesanos y osarios de la comunidad santarrosana; es mucho más amplia que la Basílica, ya que ocupa también todo el espacio del atrio superior; posee un hermoso retablo de Jesús Crucificado y ángeles, además de un nicho, donde se ubica la imagen de la Virgen de las Misericordias en policromado -que desfila en las fiestas patronales-, en su presbiterio hay un enrejado en forma de comulgatorio y un altar, donde se celebra la Eucaristía una vez por semana. La Cripta posee un grupo de lámparas antiguas, además de una cobertura superior con cruces luminosas. En sus columnas están además un grupo de cruces que representan las estaciones del vía crucis.
Sobre las tumbas de los sacerdotes a la izquierda hay una escultura de un ángel del Silencio; al exterior existe un jardín y en su entrada está la pared de los agradecimientos, donde hay una imagen de la Virgen de las Misericordias y a sus pies diferentes exvotos y placas dejadas por los fieles en agradecimiento por los milagros obtenidos.
La  cripta  actual,  fue  restaurada  completamente  en el  año 2023,  por  el padre José  Pompilio Gutiérrez R, dándole  un  carácter  de  embellecimiento  a  toda  la  obra,  dando de  paso una  mayor  solemnidad,  así  mismo  se  construyó  un  nuevo  sitio  a  la Virgen de las  Misericordias, se retauró  todo  el  altar  mayor y  se mejoró  el  jardín  exterior.   Un punto  importante  es  la  recuperación de las  lápidas  de  agradecimiento a  la  Virgen de  las  Misericordias